# ホスホリボシル二リン酸
ホスホリボシル二リン酸（ホスホリボシルにりんさん、Phosphoribosyl diphosphate）は糖リン酸の一つ。リボース-5-リン酸からリボースリン酸ジホスホキナーゼによって作られる。

## 反応
ホスホリボシル二リン酸はいくつかの反応でリン酸エステルを転移させる役割を持っている。
| 酵素                                                    | 反応物         | 生成物 |
| アデニンホスホリボシルトランスフェラーゼ                | アデニン       | AMP    |
| ヒポキサンチン-グアニンホスホリボシルトランスフェラーゼ | グアニン       | GMP    |
| ヒポキサンチン-グアニンホスホリボシルトランスフェラーゼ | ヒポキサンチン | IMP    |
| オロト酸ホスホリボシルトランスフェラーゼ                | オロト酸       | OMP    |
| ウラシルホスホリボシルトランスフェラーゼ                | ウラシル       | UMP    |